# Teufelschlag
Teufelsschlag ist ein Ortsteil der Oberpfälzer Gemeinde Wolfsegg im Landkreis Regensburg von Bayern; die Einöde liegt etwa einen km nördlich des Ortes Wolfsegg.

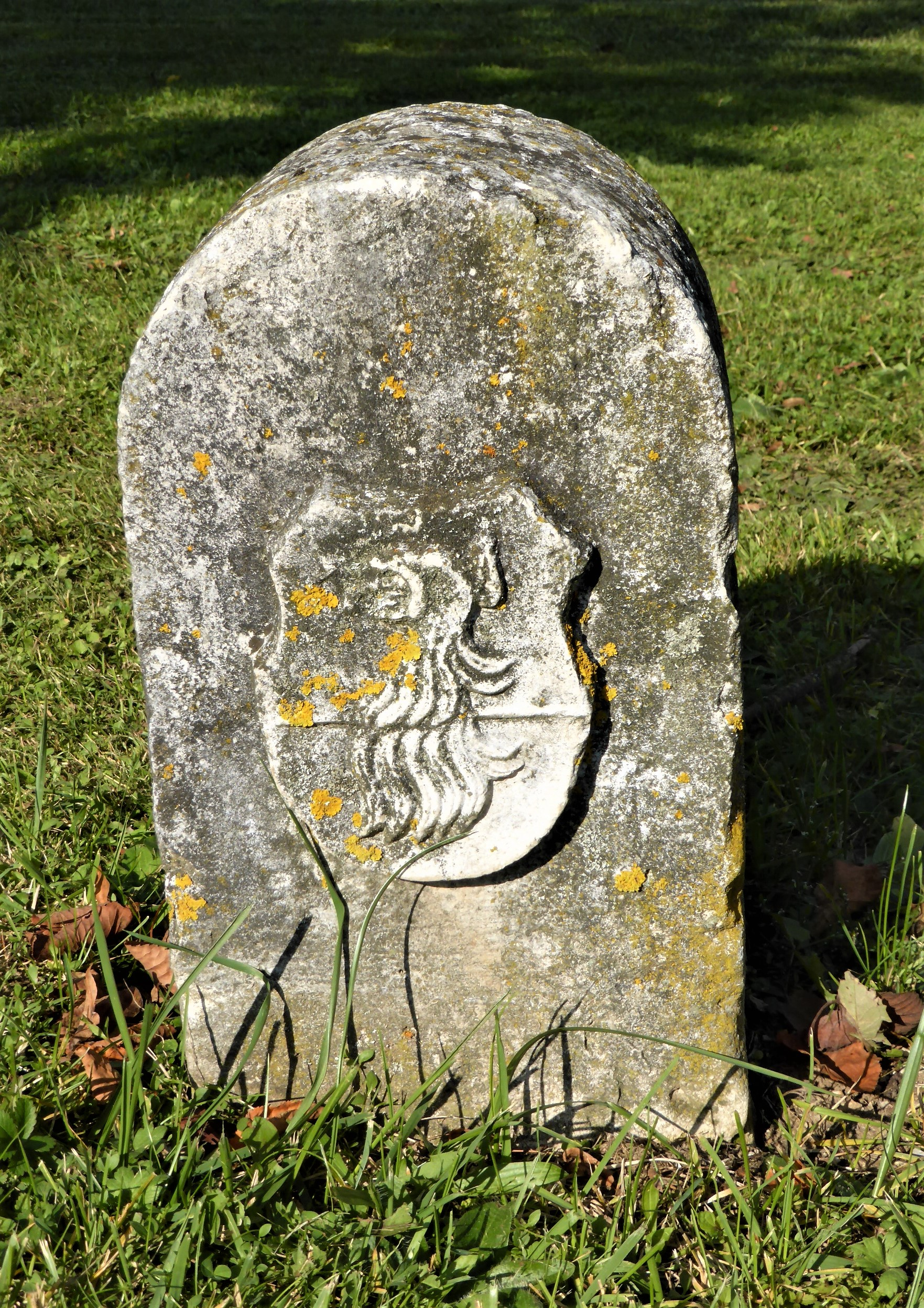
Wappenstein der Freiherren von Teufel in Wolfsegg (Regensburger Straße)

## Geschichte
Der Name der Einöde Teufelschlag hängt mit der Adelsfamilie der Teuf(f)el von Pirkensee zusammen. Johann Wilhelm Teuffel von Pirkensee hatte sich 1708 mit Katharina Elisabeth Hoferin von Lobenstein verheiratet; deren Mutter war eine Mollerin von Heitzenhofen gewesen. So gelangte die Hofmark Hochdorf bis 1735 an die Teufel. 1718 erwirbt Johann Wilhelm den öd gefallenen Hof Hermannstetten in der nahe gelegenen Gemarkung Wolfsegg von Pfalzgraf Karl Philipp um 4100 fl und errichtete den Hermannstettener Hof neu. Im Zuge des Wiederaufbaus des Gutes Hermannstetten wurde auch der sog. „Teufelschlag“ gerodet.
Die Geschichte der drei hier befindlichen Höfe kann erst ab Anfang des 19. Jahrhunderts nachvollzogen werden. 1908 wohnten hier 11 Personen und 1964 waren es neun Einwohner und zwei Wohngebäude. 2014 lebten hier vier Personen und es befinden sich hier drei Wohngebäude, von denen eines leer steht.